# Eutropius van Orange
Eutropius van Orange (Marseille, begin 5e eeuw - Orange, 27 mei 475) was bisschop van Orange. Naar de legendarische vertelling zou zijn vrouw hem tot het katholieke geloof bekeerd hebben. Na haar dood zou Eutropius eerst diaken zijn geweest en dan later bisschop zijn geworden.
Eutropius was bevriend met de semi-pelagianist Faustus van Reji en voerde correspondentie met paus Hilarius. Hij nam deel aan de synoden van Arles in 436 en 475. 
Eutropius wordt vereerd als heilige. Zijn gedachtenis wordt gevierd op 27 mei. 
- Gemeinsame Normdatei: 1194414524
- Virtual International Authority File: 9368156858512649780005